# 鳳信部落
鳳信部落是位於台灣花蓮縣鳳林鎮鳳信里的一個台灣原住民部落，也是鳳林鎮阿美族人口最多的一個部落。其中原住民人口達到六成。